# Alright (Janet Jackson)
Alright è un brano della cantautrice statunitense Janet Jackson, estratto come quarto singolo dall'album Rhythm Nation 1814 e pubblicato nel 1990.

## Descrizione
Il singolo arrivò alla posizione numero 4 della classifica di Billboard e alla 1 nella classifica dance USA.
Alright fece guadagnare alla cantante una nomination ai Grammy Awards del 1991 nella categoria "Migliore interprete femminile rhythm and blues". Il brano è presente nella scaletta di tutti i suoi tour.

## Video musicale
Il video musicale, che vede la partecipazione di Cab Calloway, The Nicholas Brothers e di Cyd Charisse, è ispirato ai musical degli anni Trenta e Cinquanta. Ottenne un Soul Train Music Award nel 1991.

## Classifiche
| Posizione | 45 | 30 | 24 | 17 | 10 | 8 | 6 | 5 | 4 | 6 | 7 | 20 | 29 | 43 | 65 | 82 |

| Classifica (1990)              | Posizione |
| ------------------------------ | --------- |
| Billboard (USA)                | 4         |
| Dance di Billboard (USA)       | 1         |
| Rhythm and blues/hip hop (USA) | 2         |
| Giappone                       | 3         |
| Canada                         | 7         |
| Nuova Zelanda                  | 28        |
| Regno Unito                    | 20        |
| Irlanda                        | 14        |
| Paesi Bassi                    | 35        |
| Belgio                         | 29        |
| Germania                       | 43        |